# Hermann von Keyserling
Contele Hermann Alexander von Keyserling (n. 20 iulie 1880, Kõnnu⁠(d), Comuna Kaisma, Regiunea Pärnu, Estonia – d. 26 aprilie 1946, Innsbruck, Austria) a fost un filozof german baltic din familia Keyserlingk. Bunicul lui, Alexander Keyserling, a fost un cunoscut geolog al Rusiei Imperiale.

## Biografie
S-a născut într-o familie aristocratică bogată în conacul Kõnnu din comitatul Pärnu aflat în Gubernia Livonia, Imperiul Rus, acum în Estonia. După ce a urmat studii la universitățile din Dorpat (Tartu), Heidelberg și Viena, a pornit într-o călătorie în jurul lumii. S-a căsătorit cu Maria Goedela von Bismarck-Schönhausen, nepoata lui Otto von Bismarck. Fiul lui, Arnold Keyserling (1922 - 2005), a călcat pe urmele tatălui său și a devenit un renumit filosof.
Hermann Keyserling a fost interesat el însuși de științe naturale și de filosofie și, înainte de Primul Război Mondial,  fost cunoscut atât ca un pasionat de geologie, cât și ca un popular eseist. Revoluția Rusă l-a privat de proprietatea sa din Livonia și cu rămășițele averii sale el a fondat Gesellschaft für Freie Philosophie (Societatea pentru Filozofie Liberă) la Darmstadt. Misiunea acestei școli a fost aceea de a produce o reorientare intelectuală a Germaniei.
El a fost primul care a folosit termenul Führerprinzip. Una dintre ideile centrale ale lui Keyserling era că anumiți „indivizi supradotați” erau „născuți pentru a conduce” pe baza darwinismului social.
Deși nu era un pacifist doctrinar, Keyserling credea că vechea politică militaristă germană se încheiase pentru totdeauna și că singura speranță a Germaniei consta în adoptarea principiilor democratice internaționale. Lucrarea sa cea mai cunoscută este Reisetagebuch eines Philosophen („Jurnalul de călătorie al unui filosof”). Cartea descrie, de asemenea, călătoriile sale în Asia, America și sudul Europei.
El a murit la Innsbruck, Austria.

## Lucrări
- Reisetagebuch eines Philosophen
- Das Buch vom Ursprung
- Schöpferische Erkenntnis
- Südamerikanische Meditationen
- Einführung in die Schule der Weisheit
- Philosophie als Kunst
- Das Buch vom persönlichen Leben
- Betrachtungen der Stille und Besinnlichkeit
- Reise durch die Zeit (Memoiren)
- Das Spektrum Europas
- Das Gefüge der Welt: Versuch einer kritischen Philosophie